# 八王子市立七国中学校
八王子市立七国中学校（はちおうじしりつ ななくにちゅうがっこう）は、東京都八王子市七国六丁目にある市立中学校。2003年（平成15年）創立。

## 概要
都市再生機構が事業主体の「南八王子土地区画整理事業」により開発された。みなみ野シティ（八王子ニュータウン）内に計画された中学校2校のうち1校（もう1校は八王子市立みなみ野中学校）。学校が定めた教育目標は『教養と品格をもち、社会に貢献する人間の育成』である。八王子市小中一貫教育に関する基本方針にのっとり、小中学校での9年間を見通した教育活動を八王子市立七国小学校と共同で行っている。知的障害の生徒向けの特別支援学級である「太陽学級」や、特別支援教室「ぷらす」を設置している。

## 沿革
沿革は次の通りである。
- 2003年2月1日 - 八王子市教育センター内に八王子市立七国中学校開設準備室が設置され、初代校長が着任。
- 2003年4月8日 - 開校式と第1回入学式を挙行。
- 2003年12月6日 - 開校記念式を挙行し、校旗と校歌（作詞・漆原智良、作曲・町田治）が制定される。
- 2004年4月1日 - 特別支援学級である「太陽学級」が開級。
- 2005年2月17日 - 文部科学省主導の「総合的な学習の時間」モデル事業研究発表会を開催。
- 2008年4月1日 - 第2代校長が着任。
- 2011年4月1日 - 第3代校長が着任。
- 2012年10月27日 - 開校10周年記念式典を催行。
- 2013年4月1日 - 第4代校長が着任。
- 2015年3月37日 - 校舎南東部の増築校舎完成。
- 2019年4月1日 - 第5代校長が着任。
- 2021年4月1日 - 第6代校長が着任。

### 開校前の歴史
学校用地造成前は現在の学校区画内に縄文時代早期から中期の土杭の遺跡で、土器や石器などの埋蔵物からなる包蔵地である南八王子地区No.39遺跡が存在していたが、用地造成によって消滅した。
みなみ野シティ造成以前はこの地域は閑道谷戸と呼ばれる地域であった。

## 歴代校長在任期間
| 期間(年度)  | 校長     | 前任地                   |
| ----------- | -------- | ------------------------ |
| 2003 - 2007 | 齋藤博志 | 八王子市立元八王子中学校 |
| 2008 - 2010 | 齋藤直子 | 中野区立第六中学校       |
| 2011 - 2012 | 泉澤太   | 東京都教育庁人事部       |
| 2013 - 2018 | 堀内雄士 | 町田市立堺中学校         |
| 2019 - 2020 | 川島清美 | 八王子市立第三中学校     |
| 2021 -      | 黒島永虎 | 八王子市立椚田中学校     |

## 校歌
- 作詞：漆原智良
- 作曲：町田治

## 施設
校地面積は21,113㎡、普通教室は18教室が置かれている。
2003年2月完成の建設作業は八王子市中野上町に本社を置く三友建設株式会社によって行われた。
校舎はピロティ形式の昇降口を採用しており3階建てだが、学校が傾斜地に位置しているため、坂の上側（校舎北側）に位置する昇降口は2階にあたる。校舎屋上には太陽光発電システムを設置し、その発電量を校内で公開している。体育館棟には武道場と25メートルプールが併設されており、本校舎と渡り廊下で接続している。本校舎には円柱形の多目的ホールが設置されており、開校当初は生徒数が少なかったことからこのスペースで全校集会が行われていた。そのほかの特別教室は、被服室、調理室、木工室、金工室、美術室、音楽室、化学室、生物室、図書室、コンピューター室、和室、陶芸窯室、相談室（定期的にカウンセラーが来校。また、特別支援教室「ぷらす」の教室でもある。）、太陽学級教室などがある。校庭はサッカーコート1面（野球1面と共用）で1周約200mのトラックを含め全面砂利敷きで、テニスコート1面（砂利敷き）と器具庫が設置されている。駐車場は17台分（うち1台車いす専用）が整備されている。
| 建物区分     | 建築年月 | 面積(㎡) | 構造区分 | 耐震基準   |
| ------------ | -------- | -------- | -------- | ---------- |
| 校舎         | 2003.2   | 5,931    | R        | 新耐震基準 |
| 校舎増築部分 | 2015.3   | 619      | R        | 新耐震基準 |
| 体育館       | 2003.2   | 1,109    | R        | 新耐震基準 |
| 武道場       | 2003.2   | 269      | R        | 新耐震基準 |
| その他       | 2003.2   | 197      |          |            |

### 校舎増築
みなみ野シティの開発の進行により、当初の予想を上回る生徒数を抱えることとなったため、2014年から校舎の増築工事を開始し、翌2015年完成した。増築部分にはエレベーターも設置された。
増築部分は教室部分を南に延長する形で建設され、3階建てで普通教室6教室が入る。

## アクセス
八王子みなみ野駅から京王バス「みなみ野循環」「七国」バス停から徒歩1分        
最寄り駅はJR横浜線の八王子みなみ野駅。

## 学区
七国中学校への通学が指定されている地域は、七国一丁目、七国二丁目、七国三丁目、七国四丁目、七国五丁目、七国六丁目、兵衛二丁目であるが、その他の地域から通学する生徒もいる。

## 著名な出身者
- 井坪陽生 - 野球選手[7]